# Micratemnus
Genre
Micratemnus est un genre de pseudoscorpions de la famille des Atemnidae.

## Distribution
Les espèces de ce genre se rencontrent en Afrique subsaharienne, en Asie du Sud et en Asie du Sud-Est.

## Liste des espèces
Selon Pseudoscorpions of the World (version 3.0) :
- Micratemnus anderssoni Beier, 1973
- Micratemnus ceylonicus Beier, 1973
- Micratemnus crassipes Mahnert, 1983
- Micratemnus pusillus (Ellingsen, 1906)
- Micratemnus sulcatus Beier, 1944

## Publication originale
- Beier, 1932 : Revision der Atemnidae (Pseudoscorpionidea). Zoologische Jahrbücher, Abteilung für Systematik, Ökologie und Geographie der Tiere, vol. 62, p. 547-610.